# Agnieszka Wielgosz
Agnieszka Wielgosz (ur. 19 września 1972 w Krakowie) – polska aktorka teatralna i telewizyjna.

## Życiorys
Absolwentka PWST w Krakowie (1996). Karierę rozpoczęła grając sztuki w teatrze Bagatela do 2002, obecnie występuje gościnnie w teatrze Rampa oraz z teatrem MIST.
W latach 2012–2016 była żoną Tomasza Malinowskiego, z którym ma córkę Milenę (ur. 2007). Ma też syna Maurycego z pierwszego związku.

## Filmografia
- 1994: Spis cudzołożnic
- 2003: Na Wspólnej jako Urszula Borowiecka
- 2003: M jak miłość jako pielęgniarka (odc. 133–135, 137)
- 2003–2004: Na dobre i na złe jako Justyna
- 2004: Camera Café jako Fretka
- 2005–2008: Plebania jako dr Beata
- 2005: Pensjonat pod Różą jako Eliza Kosicka (odc. 54, 55)
- 2005: Czego się boją faceci, czyli seks w mniejszym mieście jako „żona” Gustawa (odc. 13, 14)
- 2005: Codzienna 2 m. 3 jako Sonia (odc. 7)
- 2005: Biuro kryminalne jako Emilia Stachurska (odc. 10)
- 2006: U fryzjera jako Zuzanna (odc. 1, 2, 6, 11, 13)
- 2006: Mrok jako Jola (odc. 1)
- 2006: Pogoda na piątek jako Basia Gajda-Zamecznik, druga żona Tomasza
- 2006: Pierwsza miłość jako Kamila Wąsowska, siostra Agaty, dziewczyny Artura Kulczyckiego
- 2007–2010: Złotopolscy jako posterunkowa Agnieszka Koral
- 2007: Magda M. jako Bożena Krynicka (odc. 55)
- 2007: Hela w opałach jako hostessa (odc. 21)
- 2007: Egzamin z życia jako kobieta (odc. 80)
- 2008: Mała wielka miłość jako prostytutka
- 2008: Glina jako Anna Misztal (odc. 25)
- 2009: Hel jako ruda pielęgniarka
- 2010, 2013: Ojciec Mateusz jako prokurator Elżbieta Chlebowska (odc. 42, 46, 55, 122)
- 2010–2011: Licencja na wychowanie jako Monika, żona brata Ryszarda (odc. 34, 45, 53, 59, 78)
- od 2010: Pierwsza miłość jako Malwina Florek
- 2013: Śliwowica jako Malwina Florek
- 2016: Ojciec Mateusz jako Halina Reszel (odc. 189)
- 2018: Druga szansa jako Karolina, pracownica redakcji
- 2021: The End